# William Gladstone (7e baronnet)
Pour les articles homonymes, voir Gladstone.
Erskine William Gladstone de Fasque et Balfour, 7e baronnet, (29 octobre 1925 - 29 mars 2018) est un enseignant et un officier de la Royal Navy. Il est chef scout du Royaume-Uni de 1972 à 1982.

## Biographie
Il est le fils de Charles Gladstone (en) et d'Isla Margaret Gladstone (née Crum), et un arrière-petit-fils de l'ancien premier ministre, William Ewart Gladstone. Il fait ses études au Collège d'Eton et rejoint la Royal Naval Reserve en 1943 et participe à la Seconde Guerre mondiale principalement sur des destroyers dans l'océan Indien. En quittant la marine (avec le grade de lieutenant), il reçoit un baccalauréat spécialisé en histoire à Christ Church, Oxford. Il est ensuite enseignant, avec des postes à Shrewsbury et Eton, et il devient maître en chef de Lancing College (en) en 1961. Il prend sa retraite de la profession enseignante en 1969.
Il épouse Rosamund Anne Hambro (née en 1939) le 10 septembre 1962. Ils ont trois enfants: Charles Angus Gladstone (né en 1964), Victoria Frances Gladstone (né en 1967) et Robert Nicolas Gladstone (né en 1968).
Rosamund est la fille du major Robert Alexander Hambro (1910–1943) et de Baba Beaton (1912–1973). Elle est également une nièce de Cecil Beaton (1904–1980) et de Lady Nancy Smiley (1909–1999) mariée à Sir Hugh Houston Smiley, 3e baronnet (1905–1990).
À la mort de son père en 1968, il devient le 7e baronnet de Gladstone. Il est fait chevalier de la jarretière en 1999. Il est Lord-lieutenant de la Clwyd de 1985 à 2000.
Gladstone devient scout alors qu'il est étudiant à Eton. Il encourage le groupe scout de l'école alors qu'il est chef à Lancing. Il devient chef scout du Royaume-Uni en 1972, poste qu'il occupe jusqu'en 1982. Au cours de son mandat, il s'intéresse particulièrement au développement du Scoutisme dans les zones défavorisées, en particulier les centres-villes et les nouveaux lotissements. En 1979, il est élu Président du Comité Mondial du Scoutisme.
Sa résidence est le château de Hawarden dans le Flintshire, au Pays de Galles.
Il est décédé le 29 mars 2018 à l'âge de 92 ans.